# Шюкрю Гюлесин
Още като ученик в лицея „Еркек“ бъдещата звезда на турския футбол прави впечатление на нападателя на Бейоглуспор Нико Зервудакис, който го препоръчва на Бешикташ. По това време аспирации към младока проявява и Галатасарай, но часове преди дербито между двата тима от ръководството на черните орли му изпращат телеграми, чието съдържание е следното: „Грижи се за себе си, защото мачът е в неделя“. Тази депеша окончателно предопределя избора му. Впоследствие Гюлешин се превръща в истински кошмар за останалите истанбулски грандове и записва 13 гола срещу Галатасарай и 9 срещу Фенербахче. В това число се пазписва при рекордния успех със 7:1 над „фенерите“. През 40-те години стрелецът само веднъж изневерява на Бешикташ – през сезон 1944 – 45, когато по време на военната си служба облича екипа на Анкарагюджу. Въпреки безспорната си класа Гюлешин рядко попада в националния отбор. Най-значимият му гол е почетния при загубата срещу Югославия на четвъртфинала на Олимпиадата в Лондон през 1948 г.
След конфликт с противникови играчи в този мач той е наказан за 8 месеца от местната федерация. Това окончателно го убеждава да напусне Турция. Тогава се появява легендарния италиански футболист Джузепе Меаца, който съобщава офертата на Лацио – 8000 долара на ръка, апартамент в Рим и 2500 долара на месец, без да се включват премиите. Смаяният турчин веднага приема, но твърде скоро бива погнат от треньора Марио Спероне заради теглото си. Затова през първата си година е преотстъпен на Палермо, като двата му гола срещу Лацио са идеалнотоотмъщение за пренебрежителното отношение. През следващия сеон Гюлешин се завръща в Рим и въпреки че е голмайстор на отбора, влиза в черния списък на друг наставник Джузепе Бигоньо, отново заради теглото си. След един от поредните намеци за теглото си, турчинът подгонва треньора си с нож в ръка из клубната база. Само силните спринтьорски качества на Биганьо го спасяват от неприятности.
След края на кариерата си Гюлешин изненадващо избира екипа на Галатасарай. Заради проблеми със заплатата и кавги с ръководството обаче той изиграва само един мач за „Чим Бом“. Той се завръща в любимия си Бешикташ. В негова чест е уреден бенефис с Лацио, където възползвайки се от проправения от него път играе вече Джан Барту – знаменит турски нападател, който прави кариера и в баскетбола.
След края на състезателната си кариера Гюлешин се премества в Рим и дълго време е кореспондент на вестник Милиет. Прави опит като треньор на Измирспор и Кършияка но без успех, а през 1969 г. повече в знак на признателност за един мач със Саудитска Арабия му е поверен националният отбор на Турция.
На 10 юли 1977 г. Гюлешин умира от сърдечна недостатъчност.
Официално 100-килограмовият Шукрю е признат за Крал на корнера !!! Влиза в Книгата на Гинес за най-много вкарани голове от корнер – 32 !!!

## Успехи
- Шампион на Турция: (3) – 1941, 1944, 1947
- Шампион на Истанбул: (6) – 1941, 1942, 1943, 1946, 1947, 1950
- Купа на премиера: (2) – 1944, 1947
- Купа на Истанбул: (2) – 1944, 1946